# Николай (Кенарский)
Епископ Николай (в миру Александр Васильевич Кенарский; 21 июля (2 августа) 1874, село Федосьино, Балахнинский уезд, Нижегородская губерния, Российская империя — январь 1920, Нижний Новгород, РСФСР) — епископ Русской православной церкви, епископ Лукояновский (1919—1920), викарий Нижегородской епархии.

## Биография
Родился 21 июля 1874 года в семье настоятеля Пророко-Ильинской церкви села Федосьина Балахнинского уезда Нижегородской губернии священника Василия Кенарского (ныне село Смольки Городецкого района Нижегородской области).
Первоначальное образование получил в Арзамасском духовном училище, а в 1894 году окончил Нижегородскую духовную семинарию. По окончании семинарии женился на Ольге Николаевне и, 23 ноября 1894 года епископом Нижегородским и Арзамасским Владимиром (Никольским) рукоположён в сан диакона и определён в Свято-Духовскую домовую церковь при Нижегородском Губернаторском доме. Также до 1896 года исполнял обязанности делопроизводителя в канцелярии Совета Нижегородского епархиального семинарского общежития. 31 августа 1896 года был назначен законоучителем в женское городское начальное училище при Кутайсовском приюте.
20 октября 1896 года подал прошение на рукоположение в сан иерея и в дальнейшем был назначен на священническое место к Владимирскому собору в город Сергач.
В 1902 году окончил Казанскую духовную академию со степенью кандидата богословия за сочинение «Новозаветный библейский идеал воспитания детей» с правом преподавания в семинарии, затем священствовал в Арзамасе.
В 1905 году овдовел. В 1907 году пострижен в монашество с именем Николай.
24 февраля 1909 году причислен к братии Крестовой церкви Нижегородского архиерейского дома, возведён в сан игумена и определён смотрителем в Варшавское духовное училище.
2 ноября 1910 года уволен по болезни от преподавательской службы.
15 декабря того же года назначен преподавателем Тифлисской духовной семинарии.
5 ноября 1912 года назначен инспектором Александровской миссионерской духовной семинария в Ардоне.
Энергично взялся за исполнение своих прямых обязанностей. Стремился навести должный порядок, но в то же время всякие меры, рассчитанные на укрепление внутрисеминарской дисциплины, вызывали отрицательную реакцию у воспитанников. Получал угрозы в свой адрес от семинаристов. Бурными были в Семинарии волнения, начавшиеся в марте 1913 года и продолжавшиеся на протяжении всего года. Воспитанники требовали снять с должности инспектора игумена Николая. Учебный Комитет, не желая обострять сложную ситуацию в Семинарии, назначает нового инспектора иеромонаха Варлаама (Пикалова).
С 1914 года — ректор Ставропольской духовной семинарии в сане архимандрита.
1 мая 1915 года переведён на должность младшего члена Петроградского Духовного Цензурного Комитета.
С 1916 года — ректор Волынской духовной семинарии.
В 1917 году назначен ректором Кашинской духовной семинарии, однако в том же году, вскоре после октябрьского переворота, семинария закрылась.
22 декабря 1919 года в Нижнем Новгороде хиротонисан во епископа Лукояновского, викария Нижегородской епархии.
Вскоре заболел тифом и в январе 1920 года скончался, не успев вступить в свои обязанности епископа Лукояновского. Погребён в Арзамасском Кресто-Воздвиженском монастыре у левой стороны алтаря.